# Libiąż
Libiąż is een stad in het Poolse woiwodschap Klein-Polen, gelegen in de powiat Chrzanowski. De oppervlakte bedraagt 35,88 km², het inwonertal 17.671 (2005).

## Verkeer en vervoer
- Station Libiąż